# Untervaz
Untervaz (rätoromanska Vaz Sut) är en ort och kommun i regionen Landquart i kantonen Graubünden, Schweiz. Kommunen har 2 675 invånare (2023).
Kommunen ligger i det historiska "landskapet" Vier Dörfer, sedermera kretsen Fünf Dörfer, på floden Rhens vänstra sida, en mil norr om kantonshuvudstaden Chur. 

## Språk
Det rätoromanska språket trängdes undan av tyska under senmedeltiden, främst genom inflyttning från lägre belägna delar av Rhendalen och området runt Bodensjön. 

## Religion
Untervaz nåddes av reformationen 1611, men majoriteten höll kvar vid katolicismen, varvid religiösa konflikter uppstod. Först 1710 byggdes en separat kyrka för de reformerta invånarna.

## Näringar
Untervaz fick industrier först under senare delen av 1900-talet. Flertalet av de förvärvsarbetande pendlar ut, främst till Chur och Landquart.